# أولكسندر ليسينكو
أولكسندر ليسينكو (بالأوكرانية: Олександр Петрович Лисенко)‏ (16 فبراير 1956 في أوكرانيا - ) هو لاعب كرة قدم أوكرانيا (وحمل سابقاً جنسية الاتحاد السوفيتي) في مركز الدفاع. لعب مع دينامو كييف.

## وصلات خارجية
- أولكسندر ليسينكو على موقع قاعدة بيانات كرة القدم.إي يو (الإنجليزية)